# Lexus IS

Lexus IS är en personbil i mellanklass från Lexus, som lanserades 1998 i Japan, ursprungligen av Toyota under namnet Toyota Altezza. IS är en förkortning av Intelligent Sport.[källa behövs]

## Första generationen (1998-2005)
Den första generationen IS lanserades i Japan 1998 som Toyota Altezza. År 1999 lanserades modellen i Europa, inklusive i Sverige, som Lexus IS. Till den första generationen ingår modellerna IS200 och IS300, vilka är baserad på Toyota N-plattform.

## Andra generationen (2005-2013)
Den andra generationen lanserades i slutet av 2005. Till skillnad från den första generationen IS lanserades den andra generationen både med en bensin-V6 motor och en rak 4-cylindrig dieselmotor, istället för med enbart en rak 6-cylindrig motor. 

### Lexus IS-F
IS-F är prestandaversionen av den andra generationen. Mest karaktäristiskt med modellen är den blå färgen (Finns i fler färgalternativ) men framförallt avgasutblåsen. Motorn är en V8:a på 423 hk med ett vridmoment på 505 Nm och fem liters cylindervolym, detta gör att bilen går från 0 till 100 km/h på 4,8 sekunder. Bilen har en åttaväxlad automatlåda (där växlingarna sker på 0,1 sekund) och har 19" fälgar som standard. Bokstaven F i IS-F står för Fuji Speedway, som är en japansk klassisk motorbana, eftersom det var där som IS-F:n utvecklades.

## Tredje generationen (2013 - )
Den tredje generationen Lexus IS hade premiär i januari 2013 och lanserades i två versioner, hybridversionen IS 300h och bensinvarianten IS250. 2016 uppdaterades modellen med ny design och säkerhetssystem.

## Bildgalleri
|                               |
| Första generationen: Lexus IS |

|                |
| Toyota Altezza |

|                                        |
| Andra generationen: Lexus IS250 (2008) |

|                                                   |
| Tredje generationen: Lexus IS 300h F Sport (2013) |